# Рудники-Кольонія
Рудники-Кольонія (пол. Rudniki-Kolonia) — село в Польщі, у гміні Конецполь Ченстоховського повіту Сілезького воєводства.
Населення — 76 осіб (2011).
У 1975-1998 роках село належало до Ченстоховського воєводства.

## Демографія
Демографічна структура станом на 31 березня 2011 року:
|          | Загалом | Допрацездатний вік | Працездатний вік | Постпрацездатний вік |
| -------- | ------- | ------------------ | ---------------- | -------------------- |
| Чоловіки | 33      | 8                  | 23               | 2                    |
| Жінки    | 43      | 12                 | 24               | 7                    |
| Разом    | 76      | 20                 | 47               | 9                    |